# Henriette Diabaté
Pour les articles homonymes, voir Diabaté.
Henriette Diabaté, née Henriette Dagri, le 13 mars 1935 à Bingerville, est une femme politique de Côte d'Ivoire, plusieurs fois ministre, membre fondateur, avec Djéni Kobinan, du parti politique le Rassemblement des républicains (RDR) dont elle assurera la présidence à partir du 10 septembre 2017 jusqu'à la fusion du RDR avec d'autres partis politique en 2018 pour créer le RHDP. Elle est actuellement vice-présidente de ce nouveau parti, depuis 2017.
Professeure d'histoire à l'université de Cocody à Abidjan, elle a notamment eu comme étudiant Laurent Gbagbo, qui deviendra plus tard Président de la République de Côte d’Ivoire. 
Dans le gouvernement formé par le Premier ministre Alassane Ouattara en novembre 1990, elle occupe le poste de ministre de la Culture, sous la présidence de Félix Houphouët-Boigny, mais entre dans l'opposition à l'ancien parti unique le Parti démocratique de Côte d'Ivoire (PDCI) peu de temps après la mort de ce dernier, en décembre 1993, pour participer à la fondation du Rassemblement des républicains (RDR) d'Alassane Ouattara. Après le coup d'État militaire du général Robert Guéï, qui met fin au pouvoir d'Henri Konan Bédié, elle est brièvement ministre de la Culture et de la Francophonie dans le gouvernement du Premier ministre de transition Seydou Diarra, en 2000. Après l'élection présidentielle d'octobre 2000, perdue par Robert Guéï et la crise politico-militaire de 2002,, elle est nommée, en 2003, dans le gouvernement de réconciliation nationale, pour le compte du RDR, ministre d'État, garde des Sceaux, ministre de la Justice, sous la présidence de Laurent Gbagbo. 
Elle est secrétaire générale du RDR de 1999 à 2017 puis présidente du mouvement.
Elle est la première femme ministre d'État et première femme présidente d'institution en Côte d'Ivoire.

## Biographie

### Études et  carrière académique
Henriette Diabaté est née à Bingerville. Sa famille est d'origine alladian. Elle fait son cycle primaire successivement à Soubré, Dimbokro et Gagnoa où elle obtient le certificat d'études primaires. Elle est ensuite élève au collège moderne de jeunes filles de Bingerville et acquiert son diplôme de BEPC. Quelques années plus tard, à l’École normale des jeunes filles au Sénégal, elle réussit la première partie du baccalauréat. Elle obtient définitivement ce diplôme au lycée classique de Cocody.
Elle commence ses études à l'université de Dakar à Fann où elle obtient le certificat d’études littéraires générales, puis les poursuit en France à l'université d'Aix-en-Provence et à l'université Félix-Houphouët-Boigny.
Elle s'inscrit également à la Sorbonne où elle obtient respectivement la licence en 1967, la maîtrise en 1968, un doctorat en 1979 et, enfin, un doctorat d’État en Lettres en 1984.
Elle est assistante à l’université Félix-Houphouët-Boigny (1968-1976) puis successivement maître-assistante, maître de conférences et professeure titulaire d’histoire. Ses spécialités sont les civilisations akan et lagunaire de Côte d’Ivoire, du Ghana et du Togo, et la méthodologie des sources orales.

### Activités politiques
Longtemps membre du parti unique PDCI-RDA (dont elle siège au comité directeur de 1985 à 1990) puis conseillère municipale de la commune de Jacqueville, elle est nommée ministre de la Culture sous la présidence de Houphouët-Boigny de 1990 à 1993. Au ministère de la Culture, elle initie deux projets majeurs : la construction de la maison de la culture et la création du Marché des Arts et du Spectacle africain (MASA),
Elle est un des membres fondateurs du RDR en 1994, qui devient l'un des principaux partis d'opposition en Côte d'Ivoire.
Avec une partie des leaders du RDR, elle est arrêtée, le 27 octobre 1999, en raison des violences survenues lors des manifestations organisées par le parti. En novembre, ils sont jugés et condamnés à la prison ferme.
Lors de la mutinerie du 23 décembre 1999, une des revendications des mutins est la libération des leaders du RDR emprisonnés. Ils sont relâchés rapidement après la chute du pouvoir d'Henri Konan Bédié, le lendemain.
Henriette Diabaté est ministre de la Culture et de la Francophonie dans le régime militaire de transition mené par le général Robert Gueï, de janvier à mai 2000.
Elle conserve son mandat de secrétaire générale du RDR.
De mars 2003 à février 2006, elle devient ministre d’État, garde des Sceaux, ministre de la Justice de la République de Côte d’Ivoire dans le gouvernement de réconciliation nationale sous la présidence de Laurent Gbagbo.
Elle est nommée, le 18 mai 2011, grande chancelière de l'ordre national de la République de Côte d'Ivoire par le président Alassane Ouattara. Il la désigne présidente du RDR lors du 3e Congrès du parti, le dimanche 10 décembre 2017. En 2023, elle passe la main à l'ancien ministre des Affaires étrangères Ally Coulibaly, à la Grande Chancellerie de l'ordre national,. Néanmoins, elle reste grande chancelière honoraire de l'ordre national. 
Mariée à Lamine Diabaté, un ancien ministre d'État, elle a cinq enfants, dont l'architecte Issa Diabaté.

## Distinctions honorifiques
- Grand Croix de l'ordre national de Côte d’Ivoire[4] ;
- Officière de l'ordre national de Côte d’Ivoire[4] ;
- Commandeure de l'ordre national du Bénin[4] ;
- Chevalière de l'ordre des Palmes académiques français[4] ;
- Chevalière de l'ordre national du Mérite français[4].

## Travaux et publications de thèses
- 1975 : Aniaba, un Assinien à la cour de Louis XIV, Paris, Abidjan, NEA/ ABC, 1975 ;
- 1975 : La marche des femmes sur Grand-Bassam, Abidjan, NEA, 1975[33] ;
- 1979 : La formation du royaume Sannvin (1700-1843). Sources orales et Histoire, Thèse pour le Doctorat de 3e cycle d’histoire, Paris-Sorbonne[34] ;
- 1984 : Le Sannvin, un royaume akan de la Côte d’Ivoire (1701 – 1901). Sources orales et Histoire, Thèse pour le doctorat d'État en histoire, Paris-Sorbonne, réédité en deux volumes chez Karthala en mai 2013 ;
- 1986 : Actes du colloque international sur l’histoire du RDA Yamoussoukro, 18-25, Paris-Abidjan, Hatier/CEDA[35] ;
- 1988 : Le Sannvin – Sources orales et Histoire. Essai de méthodologie. Abidjan, NEA ;
- 1988 : Mémorial de la Côte d’Ivoire, volume 1, époque précoloniale (Direction et collaboration), AMI ;
- 1988 : Église et société africaine. Paroisse Saint-Pierre de Jacqueville, un siècle d’apostolat, Abidjan, NEA ;
- 1991 : Toujours plus haut… Notre Abidjan, Abidjan, Ivoire Média, 1991 (en collaboration avec L. Kodjo) ;
- 2009 : Petrus : la gloire du photographe, Abidjan ; Éd. du CERAP ;
- 2013 : Le Sanvi, un royaume akan (1701-1901), Abidjan, Paris ; Éd. du CERAP-IRD Éditions-Karthala, 2 vol.

## Articles (sélection)
- « Contribution à l’étude des problèmes de la recherche : de la nécessité d’un impact culturel et social des enquêtes orales » en collaboration avec Ch. Wondji, Africa Zamani (Revue de l’Association des Historiens Africains), N°1 ; 1973[36] ;
- « L’enseignement de l’histoire et de la géographie en Afrique », Actes du colloque de Bromont sur l’avenir de l’histoire et de la géographie ; 1974[37] ;
- « A propos de la Reine-Mère dans les sociétés akan », Actes du colloque interuniversitaire Ghana-Côte d’Ivoire de Bondoukou, 1974[38] ;
- « Mlan Alua Blahima du Sanvi », Bulletin de l’IFAN, T. 39, série B, N°2 ; 1977[39] ;
- « Quelques causes de déperdition et de déformation dans l’utilisation des sources orales : l’exemple du Sannvin », Revue Recherche, Pédagogie et Culture N° 39, 1979 ;
- « L’action des femmes dans le RDA », Revue de la Fondation Félix Houphouët Boigny N° 2, 1979.